# Sobór św. Włodzimierza w Saratowie
Sobór św. Włodzimierza – prawosławny sobór w Saratowie, wzniesiony w 1889 i zniszczony na początku lat 30. XX wieku.

## Historia
Sobór został wzniesiony w latach 1888–1889 według projektu architekta gubernialnego Aleksieja Salki w stylu bizantyjsko-rosyjskim, w wariancie neoruskim. Jego budowę sfinansowano z ofiar wzniesionych przez prawosławnych mieszkańców Saratowa; wzniesienie soboru miało upamiętnić 900 lat chrztu Rusi, dlatego też na jego patrona wybrano świętego księcia kijowskiego Włodzimierza. Gotowy obiekt został wyświęcony 16 lipca 1889 przez biskupa saratowskiego i carycyńskiego Pawła. Od 1897 sobór posiadał status parafialnego, a liczbę uczęszczających do niego wiernych szacowano na 395 osób. Razem ze świątynią wzniesiono dom dla służącego w soborze duchowieństwa.
W świątyni znajdowały się trzy ołtarze: główny św. Włodzimierza oraz dwa boczne, św. Aleksego Człowieka Bożego oraz św. Jana Chryzostoma. Budynek wznosił się na wysokość 77 metrów. Od 1903 otaczał go niewielki park.
Sobór został zniszczony na początku lat 30. XX wieku. Na jego miejscu urządzono stadion. Przetrwał natomiast dom duchowieństwa, który zaadaptowano na ośrodek twórczości dzieci i młodzieży.
Po upadku ZSRR zniszczoną świątynię upamiętniono poprzez umieszczenie jej makiety na skwerze przy ul. 50 lat Października. Wezwanie nieistniejącego soboru otrzymała również cerkiew wzniesiona w latach 2006–2010 w południowej części Parku Dziecięcego w Saratowie, na zachód od miejsca, gdzie znajdował się sobór.